# Cezary Sempruch
Cezary Piotr Sempruch (ur. w 1965) – polski biochemik, dr hab. nauk biologicznych, wykładowca Wydziału Medycznego Uczelni Łazarskiego w Warszawie.

## Życiorys
Studiował w Instytucie Biologii na Uniwersytecie Przyrodniczym i Humanistycznym w Siedlcach, w 1997 obronił pracę doktorską, następnie uzyskał stopień doktora habilitowanego. Piastuje stanowisko wykładowcy Wydziału Medycznego Uczelni Łazarskiego w Warszawie.